# Aplocheilichthys kingii
Aplocheilichthys kingii е вид лъчеперка от семейство Poeciliidae. Видът е незастрашен от изчезване.

## Разпространение
Разпространен е в Камерун, Нигерия, Чад и Южен Судан.

## Описание
На дължина достигат до 3,5 cm.